# Hedyotis dendroides
Hedyotis dendroides är en måreväxtart som beskrevs av Arthur Hugh Garfit Alston. Hedyotis dendroides ingår i släktet Hedyotis och familjen måreväxter. Inga underarter finns listade i Catalogue of Life.